# 골! 3
골! 3(Goal 3: Taking on the World)은 영화이다. 골! 시리즈의 삼부작중 세 번째 작품이다.
재밌다

## 등장인물
- 쿠노 베커 - 산티아고 뮤네즈 역
- JJ 필드 - 리엄 애덤스 역
- 리오 그레고리 - 찰리 브레이트웨이트 역
- 카시아 스무트니아크 - 소피아 역

### 카메오
실제로 많은 축구 선수들이 카메오로 출연하였다.
| - 에스테반 캄비아소 - 오라시오 엘리손도 (심판) - 존 알로이지 - 팀 케이힐 - 프랑크 더 블레이케러 (심판) - 카카 - 호나우두 - 밀란 바로시 - 울리세스 데 라 크루스 - 아구스틴 델가도 - 이반 카비에데스 - 크리스티안 모라 - 데이비드 베컴 - 마이클 캐릭 - 제이미 캐러거 - 애슐리 콜 - 조 콜 | - 피터 크라우치 - 리오 퍼디낸드 - 스티븐 제라드 - 오언 하그리브스 - 프랭크 램퍼드 - 에런 레넌 - 게리 네빌 - 폴 로빈슨 - 웨인 루니 - 존 테리 - 티에리 앙리 - 에마뉘엘 프티 - 다비드 트레제게 - 미로슬라프 클로제 - 파비오 칸나바로 - 필리포 인차기 - 헤라르도 토라도 | - 라파엘 마르케스 - 뤼트 판 니스텔로이 - 히카르두 카르발류 - 마니시 - 페르난도 메이라 - 미겔 몬테이로 - 엘데르 포스티가 - 히카르두 - 크리스티아누 호날두 - 시망 사브로자 - 루이스 가르시아 - 페르난도 토레스 - 사비 에르난데스 - 헨리크 라르손 - 마시모 부사카 (심판) - 마이클 애슐리 (뉴캐슬 유나이티드 구단주) |